# 더카뷰
더카뷰(The car view)는 여행정보와 자동차, 생활정보 관련 대한민국의 인터넷 뉴스 사이트로, 2023년 6월 23일 시작하였다.

## 역사
- 2023년 6월 23일 더카뷰 사이트 등록
- 2023년 6월 23일 더카뷰 사이트 오픈
- 2023년 7월 4일 구글뉴스 등록